# Trinity College Chapel, Cambridge
Trinity College Chapel är kapellet vid Trinity College, Cambridge, ett college vid universitetet i Cambridge. Byggnaden är en del av ett komplex av kulturminnesmärkta byggnader vid Trinity och är från mitten av 1500-talet. Det är en anglikansk kyrka i den anglo-katolska traditionen.

## Byggnad och arkitektur

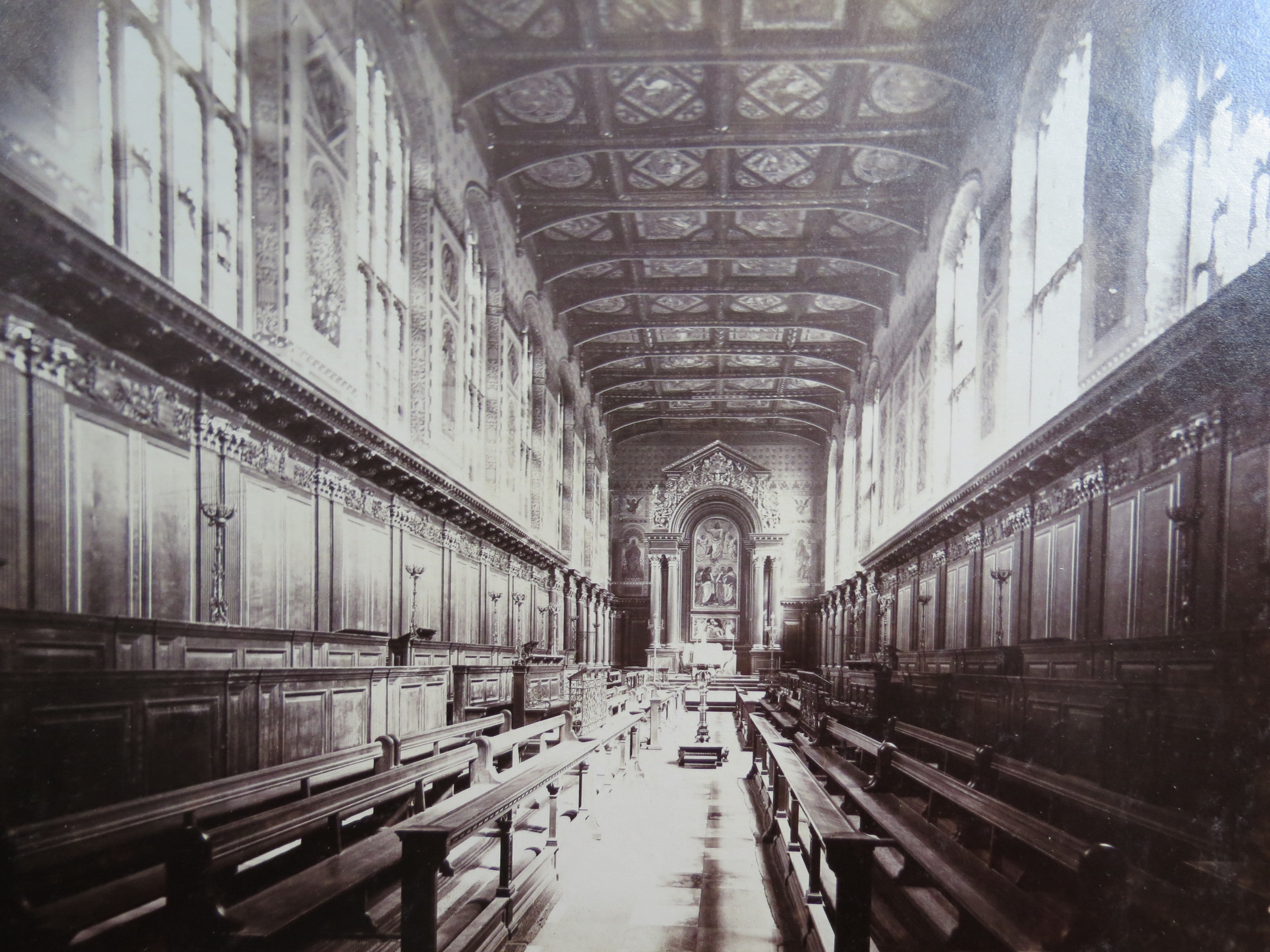
Kapellets interiör, ca 1870

Kapellet påbörjades 1554–55 på order av drottning Maria I av England och byggdes färdigt 1567 av hennes halvsyster Elizabet I. Den arkitektoniska stilen är Tudor-gotisk, med vinkelräta masverk och tinnar. Taket är av en äldre stil än resten av byggnaden, och kan ha återanvänts från kapellet i King's Hall, det college som föregick Trinity på denna plats. Endast väggarna och taket är av Tudor-tid, men väggarna belades med kvadermur på 1800-talet och dagens skiffertak är modernt. Hela kapellet restaurerades av Edward Blore 1832 och ytterligare arbete ägde rum mellan 1868 och 1873 när Arthur Blomfield lade till sakristian, korrummet och vapenhuset, och kapellet fick nytt tak, målades och glasades om.

## Fönstren
De ursprungliga vita glasfönstren med religiösa inskriptioner byttes ut som en del av ominredningen av kapellet som ägde rum mellan 1871 och 1875. Kostnaden för renoveringsarbetena var 20 000 pund (motsvarande 2,4 miljoner pund 2023), varav 11 000 pund (motsvarande 1,3 miljoner pund 2023) samlades in genom donationer. Denna senviktorianska glasmålning designades av den prerafaelitiska konstnären Henry Holiday enligt ett schema som utarbetades av Trinityteologerna Brooke Foss Westcott och Fenton John Anthony Hort. De består av åtta fönster på den norra sidan och sju på den södra sidan av koret, var och en avbildande åtta figurer som representerar drag eller rörelser från den relaterade perioden, i ungefär historisk ordning och arrangerade i en övre och nedre rad av fyra. Kostnaden för fönstren stöddes av donatorer som själva var Trinity-alumner eller som gavs i dedikation till minne av alumner.

## Minnesmärken
Det finns många minnesmärken över tidigare medlemmar av Trinity i kapellet, några statyer, några mässingsföremål, inklusive två minnesmärken över studenter och lärare som dog under de båda världskrigen. Här finns också flera gravar från äldre perioder.

## Orgeln
I kapellet finns en fin orgel, ursprungligen byggd av "fader" Smith 1694. Många ombyggnader gjordes under årens lopp tills en nästan helt ny orgel byggdes 1913. En del av piporna var så stora att de inte fick plats på orgelläktaren utan fick stå i ett hörn av förkapellet. År 1976 färdigställdes det nuvarande mekaniska instrumentet, baserat på de överlevande rörledningarna och inom de ursprungliga fodralen, av den schweiziska firman Metzler Söhne. Det ges regelbundna konserter på söndagar under terminstid.

## Kören
Kören vid Trinity College består av ett trettiotal manliga och kvinnliga körforskare och två orgelforskare, som alla är studenter vid skolan. Förutom att sjunga liturgin i kapellet har kören ett omfattande program av framträdanden och inspelningar. Den nuvarande musikdirektören heter Steven Grahl.

## Begravningsplats
Ascension Parish Burial Ground innehåller gravar eller begravda kremeringar av tjugosju stipendiater från Trinity College, inklusive tre vicerektorer.

### Galleri

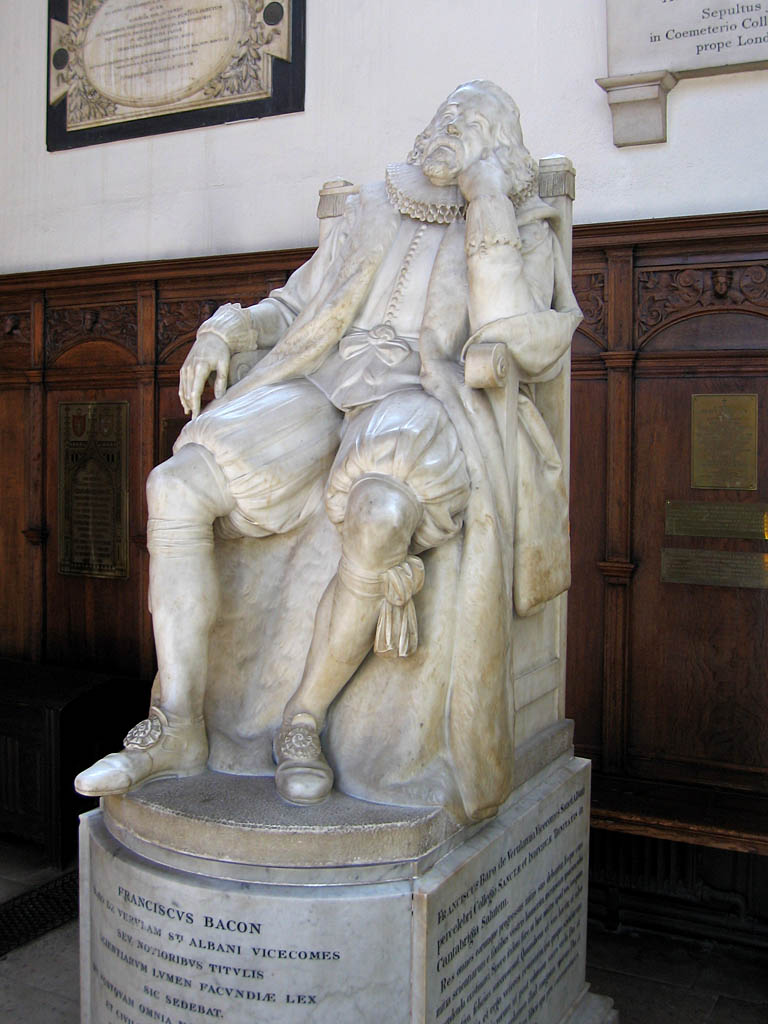
Staty av Francis Bacon gjord ac Henry Weekes
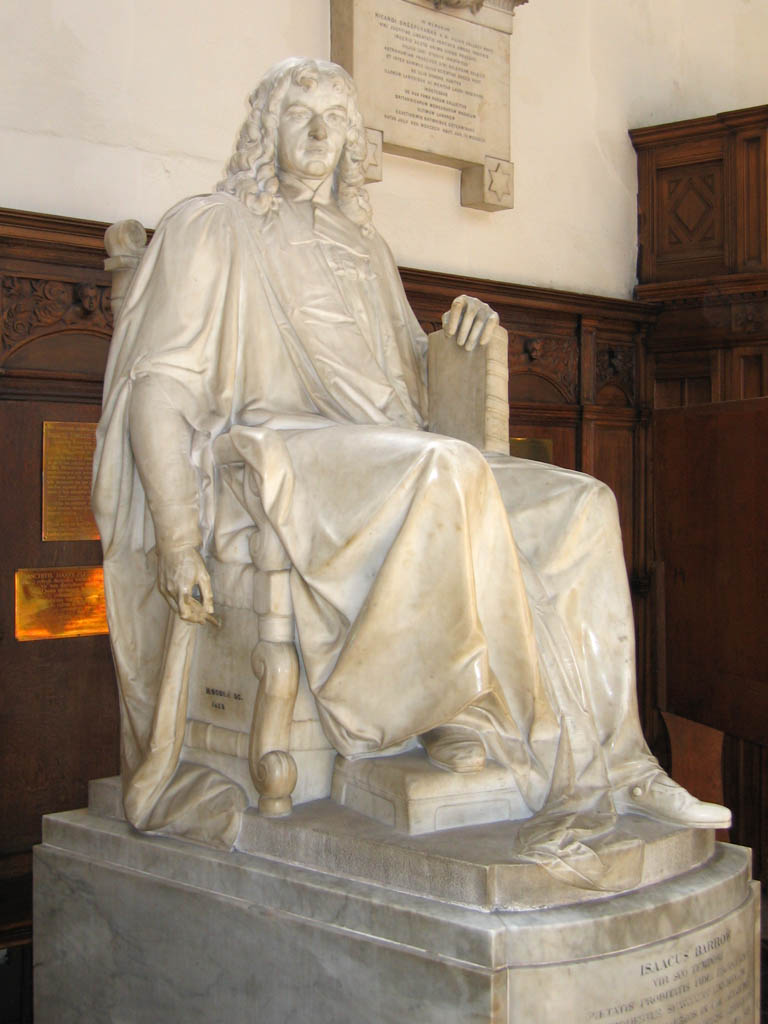
Staty av Isaac Barrow gjord av Matthew Noble
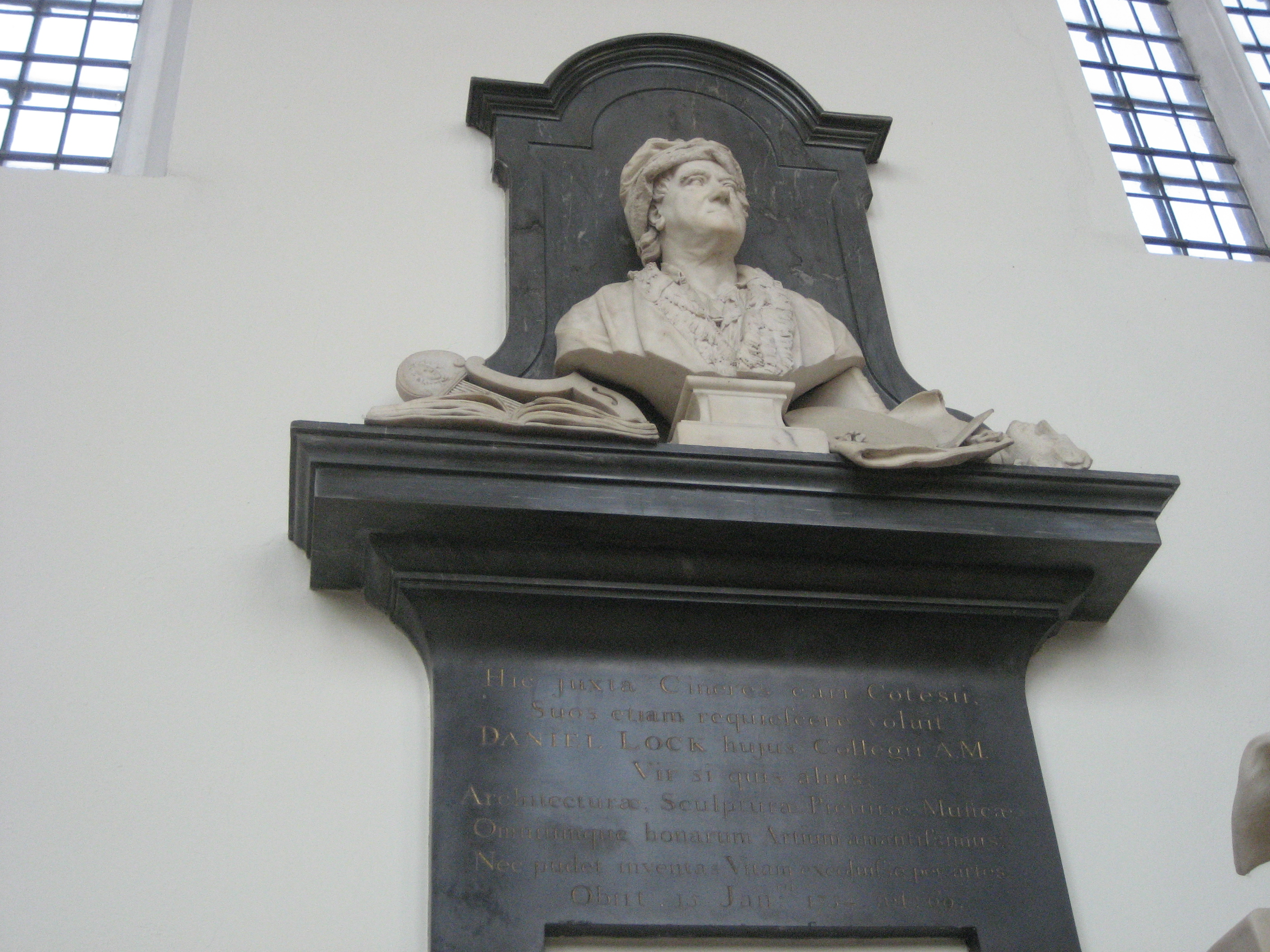
Daniel Lock av Louis-François Roubiliac
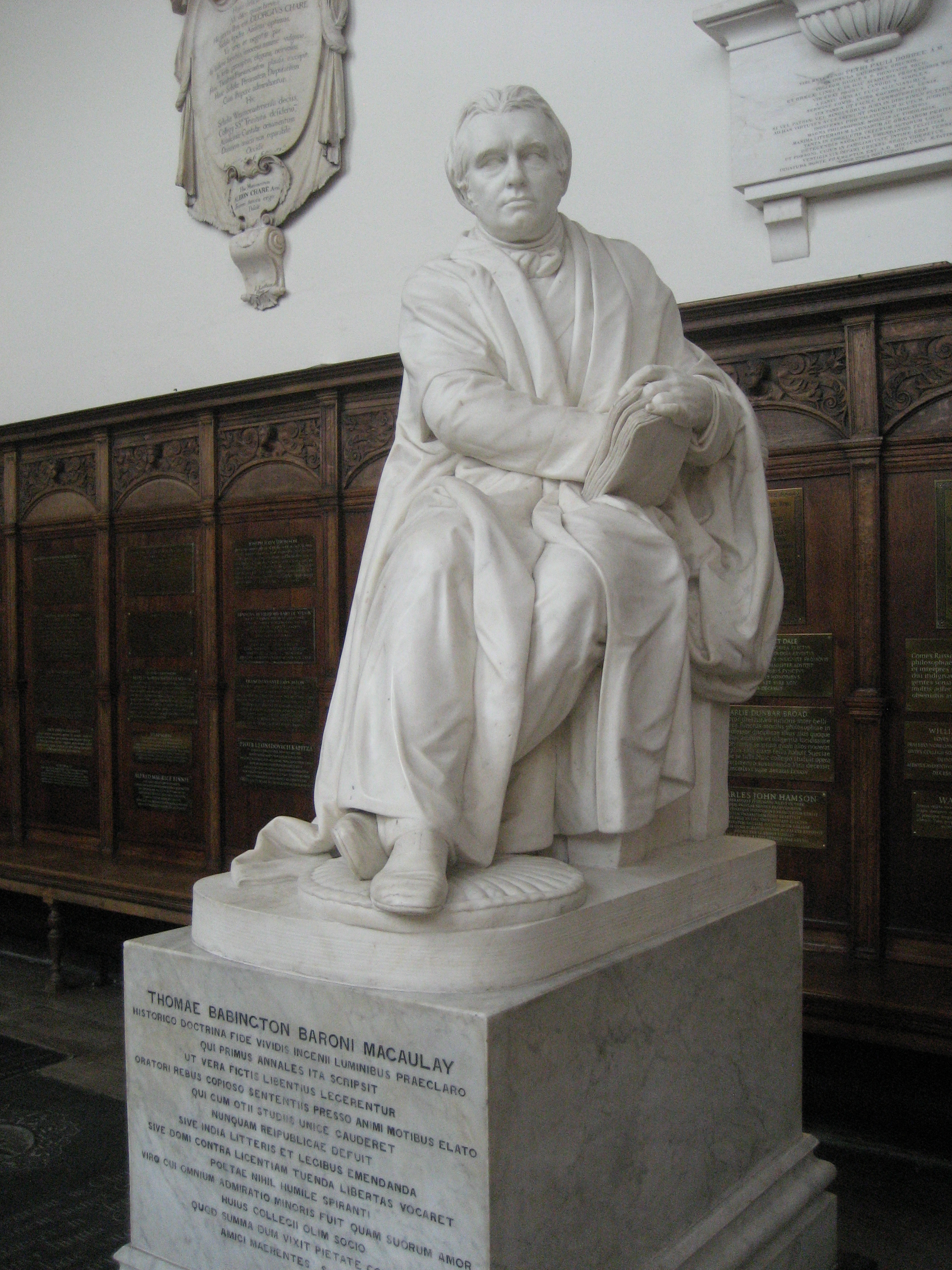
Thomas Babington Macaulay av Thomas Woolner
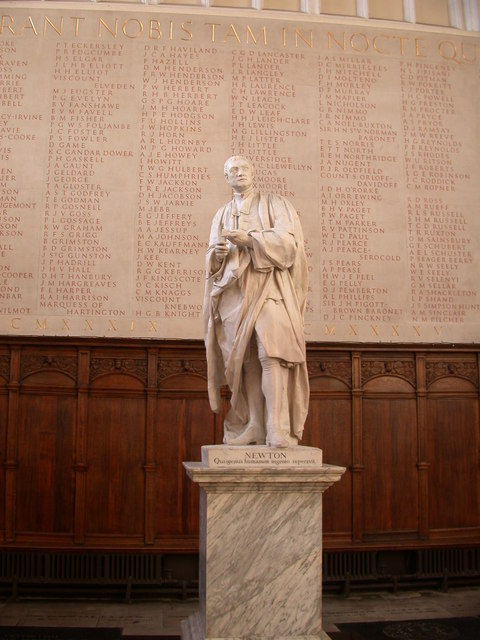
Staty av Isaac Newton gjord av Roubillac
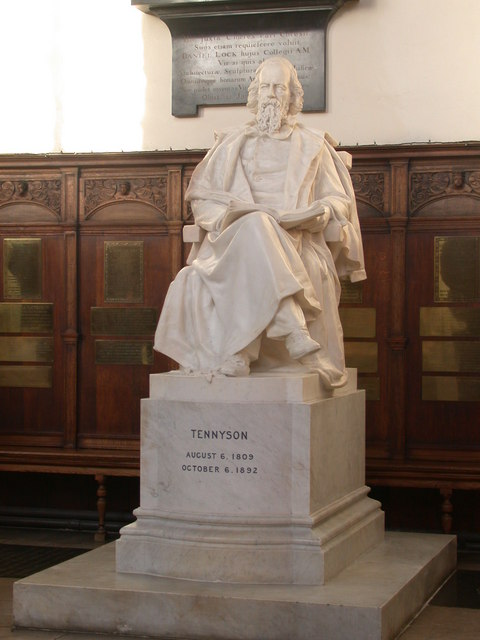
Staty av Alfred, Lord Tennyson
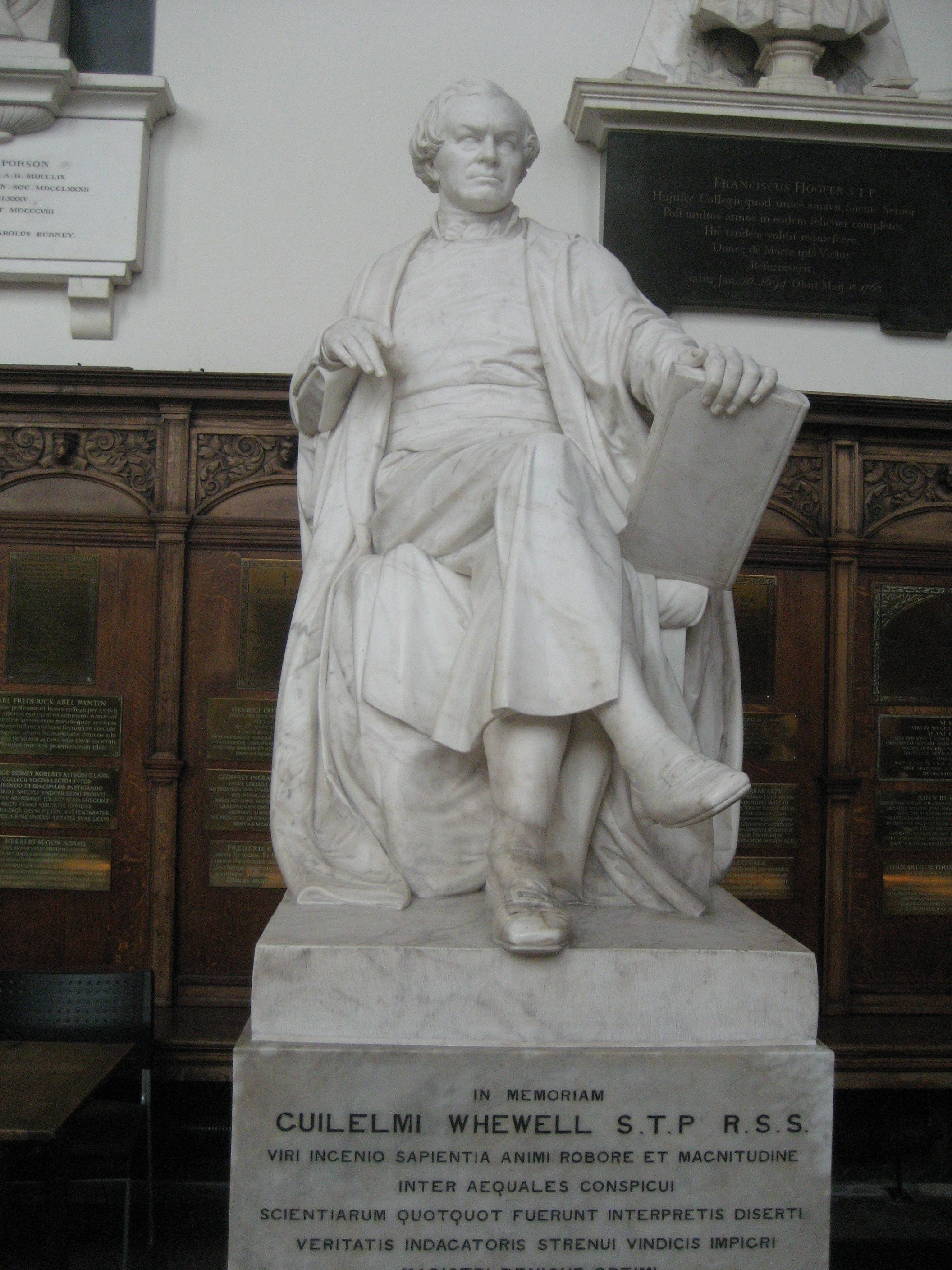
William Whewell av Thomas Woolner